# Роствертол
Роствертол е руски производител на вартолети, разположен в града Ростов на Дон.

## История
Авиационният завод в Ростов на Дон е основан през 1939 година, като има за цел производството на граждански самолети. Първият произведен хеликоптер е Ми-1 през 1956 година. През октомври 1941 предприятието е преместено във Волжск, където вместо да бъде планиран КЦ-20, е пуснат самолет от типа Ут-2М. През 1957 година са представени Ми-6 и Ми-10. Съветският Ми-6 поставя първия си рекорд година по-късно, вдигайки товар от 12 000 кг на височина от 2432 м. През 60-те години дружеството представя Ми-24, известен като крокодил, първият руски хеликоптер, проектиран специално за бойни операции. От 1992 година предприятието носи името „Завод № 168“.

## Произвеждани машини
- KA-62 среден многоцелеви вeртолет
- KA-32А11BC висок клас
- Ми-171А2
- Ми-26Т
- Ми-38
- Ми-8/17
- НА-226Т